# Мардкович, Александр Маркович
Алекса́ндр Ма́ркович Мардко́вич (Коки́зов; пол. Aleksander Mardkowicz/Kokizow; 24 февраля (8 марта) 1875, Луцк — 5 апреля 1944, Луцк) — писатель

, поэт, популяризатор караимского языка и культуры.

## Биография
Родился в небогатой семье Марка Нисановича Мардковича и Анны, в девичестве Локшиньской. Отец переселился в Луцк из Кукизова (Красный Остров) — он был последним членом той общины и всю жизнь проработал учителем в начальной школе. Дед — Нисан, сын Мордехая — родной брат караимского учёного, астронома Давида Кокизова, переехавшего в Крым. Власти Австрийской Польши давали караимам патронимические фамилии, поэтому Нисан стал Мардковичем, а его брат Давид, живя в Крыму, получил фамилию Кокизов. Семья Мардковичей жила на Караимской улице, где была сосредоточена вся жизнь луцкой караимской общины.
Начальную школу и гимназию окончил в родном городе. После выпуска стал работать в нотариальном бюро. В 1901 году оставил Луцк, направившись сначала в Брест, а затем в Екатеринослав. Там он также работал в нотариальной конторе и одновременно продолжал образование на юридических курсах в Киеве. В 1903 году, сдав с отличием экзамен на право самостоятельного исполнения обязанностей нотариуса, открыл собственное нотариальное бюро.
Завёл семью и брал активное участие в общественной жизни местной караимской общины. В это же время два его произведения были опубликованы в журнале «Караимская жизнь» (Москва).
Во время революции в Российской империи семья Мардковичей вернулась в Польшу. А в декабре 1921 года они возвратились в родные места.
В Луцке Александр Мардкович начал работать в одной из нотариальных контор, одновременно посвящая себя активной общественной деятельности.

## Общественно-политическая деятельность
- Даритель караимского Александровского духовного училища
- Член Комитета по восстановлению Луцкой кенассы (после 1921)
- Временно исполнял обязанности председателя правления общины
- Участвовал в работе по урегулированию юридического статуса караимов, по подготовке уставов отдельных караимских общин и Устава Караимского религиозного союза.

Отдавая себе отчёт в том, что караимский язык постепенно уходит в небытие, он в конце 1920-х годов выступил с инициативой создания караимского издательства. Опубликованные им труды имели целью возбуждение среди караимов интереса к собственному прошлому, укрепление традиций и посредством предоставления материалов для чтения — также распространение знания языка. Именно по его инициативе, караимский язык 
стал одним из языков богослужения караимов в Восточной Европе .
В 1930—1939 годах Мардкович издал 16 наименований книг, из которых одиннадцать — на караимском языке. В большинстве случаев он сам был их автором, сам готовил публикации к печати и издавал за собственный счёт.
Конец деятельности Мардковича положила Вторая мировая война. Умер в Луцке в 1944 году.

## Сочинения на караимском языке
Цикл «Караимская библиотечка»
- Elijahunun Ucuru («Приключение Элиягу», 1930, авторское произведение)
- Birtihi Kekłernin («Зерно небес», 1931, авторское произведение)
- Aj Jaryhynda («В лунном свете», 1933, авторское произведение)
- Aziz Tas («Священный камень», 1934, авторское произведение)
- Zemerłer (Сборник религиозных песен, 1931, литературная обработка)
- Łuwachłar dert jiłha («Календарь на четыре года», 1932, содержит, кроме таблиц, научно-популярные статьи и небольшие литературные произведения)
- Halic («Галич», 1937, эта поэма свидетельствует о немалых поэтических способностях Мардковича)
- Janhy jirłar («Новые песни», 1937)
- Szełomit («Шеломит», 1938)
- Tozdurhan birtik («Рассыпанное зерно», 1939, сборник четверостиший)

## Сочинения на польском языке
- Synowie Zakonu («Сыновья Закона», 1930)
- O Iljaszu Karaimowiczu zwierzchniku wojsk zaporoskich («Об Эльяше Караимовиче, предводителе Войска Запорожского») 1931 — художественное произведение приписывающее Караимовичу караимское происхождение и представляющее его в качестве выдающегося военного, патриота, насмерть верного Польше и польским королям [3][4].
- Ogniska karaimskie («Караимские огни» 1932, 1934, 1936)
- Karaim, jego życie i zwyczaje w przysłowiach ludowych («Караим, его жизнь и обычаи в народных пословицах», 1935)
- Krótki wykład gramatyki języka zachodnio-karaimskiego («Краткое изложение грамматики западно-караимского языка») A. Зайончковского
- Słownik karaimsko-polsko-niemiecki («Караимско-польско-немецкий словарь» объёмом в 4417 словарных статей, 1935). Словарь оставался единственным словарём караимского языка вплоть до 1973 года, когда был опубликован «Караимско-русско-польский словарь»

## Журнал «Karaj Awazy»
Главным начинанием Мардковича, делом его жизни, было издание караимоязычного журнала.
В 1931—1939 годах было издано двенадцать номеров «Karaj Awazy» («Голос караима»), содержащих статьи разнообразной тематики, литературные произведения, детские стихотворения и загадки, информацию об актуальных событиях в жизни караимских общин в Польше и за её пределами.
Большая часть работ принадлежала самому Мардковичу; кроме того здесь публиковались работы Т. Леви-Бабовича, З. Зараховича, Б. Кокеная, Я. Малецкого, С. Рудковского, Ш. Фирковича, поэтические произведения З. Абрагамовича, С. Кобецкого, Ш. Лопатто, а также сочинения таких авторов, как Моше Дарьи или рибби Йосеф из Деражного.

## Личная жизнь
В 1910 году женился на еврейке Розалии Сандомирской, которая родила ему дочь Тамару, сыновей Анатолия и Марка. Потомки А. М. Мардковича живут в Польше, в т. ч. в Гданьске. В 1917 году А. М. Мардкович направил в Таврическое и Одесское караимское духовное правление несколько ходатайств о причислении родившегося у него сына от брака с девицей иудейского вероисповедания в «лоно караимской религии», которые были отвергнуты гахамом на основании того, что подобный брак считался у караимов незаконным.